# Nagroda Balkanika
Nagroda Balkanika – międzynarodowa nagroda literacka przyznawana przez Fundację Balkanika.
Fundacja została ukonstytuowana w 1995 podczas literackich spotkań im. Koczo Racina (Racinowi Sredbi - mac. Рацинови средби). Pierwsze spotkanie fundacji miało miejsce w roku 1996 w Ochrydzie i zgromadziło siedmiu wydawców z Macedonii, Grecji, Albanii, Turcji, Bułgarii, Serbii i Czarnogóry oraz Rumunii. Siedziba fundacji umiejscowiona jest w Sofii, stolicy Bułgarii.
Nagroda Balkanika została przyznana po raz pierwszy w 1997 roku, serbskiemu pisarzowi Dawidowi Albahari. Nagroda jest przyznawana przez międzynarodową komisję, która bazuje na nominacjach nadawanych przez komisje narodowe.

## Nagrodzeni autorzy[2][3]
- 1997 - Dawid Albahari, Serbia
- 1998 - Anton Donczew, Bułgaria
- 1999 - Nikos Bakolas, Grecja
- 2000 - Vasile Andru, Rumunia
- 2001 - Wenko Andonowski, Macedonia
- 2002 - Fatos Kongoli, Albania
- 2003 - Ayfer Tunç, Turcja
- 2004 - Dimitr Szumanliew, Bułgaria
- 2005 - Maro Duka, Grecja
- 2006 - Tashin Jukchel
- 2007 - Wladislaw Bajac, Serbia
- 2010 - Ałeksandar Prokopiew, Macedonia